# S4716
Étoile de type spectral BV
S4716 est une étoile bleu-blanc de la séquence principale située au centre de la Voie lactée, dans l'amas de Sagittarius A* (en)  et en orbite autour du trou noir supermassif Sgr A*.
Le rayon de l'étoile est de 2,45 rayons solaires[réf. souhaitée].

## Orbite
L'étoile orbite autour de Sgr A* en 4,0 ans, ce qui en fait l'une des étoiles avec la plus courte période orbitale connue de toutes les étoiles de la Voie lactée. À son point le plus proche du trou noir, soit environ 100 unités astronomiques (ua), S4716 va à une vitesse de 8 000 km/s.